# Ридер, Фабиан
Фа́биан Ри́дер (нем. Fabian Rieder; родился 16 февраля 2002, Коппиген) — швейцарский футболист, полузащитник клуба «Ренн» и сборной Швейцарии. Участник чемпионата мира 2022 и чемпионата Европы 2024.

## Клубная карьера
Уроженец Коппигена, Ридер играл за молодёжные команды «Коппигер», «Золотурн» и «Янг Бойз». 17 октября 2020 года дебютировал в основном составе «Янг Бойз», выйдя в стартовом составе в матче швейцарской Суперлиги против клуба «Серветт». 22 октября 2020 года дебютировал в Лиге Европы УЕФА, выйдя в стартовом составе в матче против «Ромы».

## Карьера в сборной
Выступал за сборные Швейцарии до 16, до 17, до 19, до 20 лет и до 21 года.
В ноябре 2022 года был включён в заявку сборной Швейцарии на предстоящий чемпионат мира в Катаре.